# Fire (chanson de Kasabian)
Pour les articles homonymes, voir Fire.
Singles de Kasabian
Me Plus One
(2007) Where Did All the Love Go?
(2009)
Pistes de West Ryder Pauper Lunatic Asylum
Secret Alphabets
(10) Happiness
(12)
Fire est le premier single du troisième album studio du groupe de rock britannique Kasabian publié le 1er juin 2009. Il se classe 3e au classement britannique des ventes de singles.

## Classements et certification
| Classement musical                     | Meilleure position |
| -------------------------------------- | ------------------ |
| Australie (ARIA)                       | 41                 |
| Belgique (Flandre Ultratop 50 Singles) | 3                  |
| Royaume-Uni (UK Singles Chart)         | 3                  |

| Pays              | Certifications |
| ----------------- | -------------- |
| Australie (ARIA)  | Or             |
| Royaume-Uni (BPI) | Or             |

## Liste des chansons
Toute la musique est composée par Sergio Pizzorno.
| 1. | Fire                                          | 4:12 |
| 2. | Runaway (live des Little Noise Sessions (en)) | 4:09 |